# Gazelle de Mhorr
Gazella dama mhorr
Sous-espèce
Synonymes
- Antilope mhorr Bennett, 1833[1]
- Gazella dama mhorr (Bennett, 1833)[1]

Statut de conservation UICN

 CR  : 
En danger critique
La Gazelle de Mhorr (Nanger dama mhorr) est une sous-espèce de Gazelles dama, qui se rencontre dans le nord-ouest de l'Afrique. Jadis, elle était présente au Sénégal, au Soudan et au Maroc. Elle ne vit aujourd'hui plus qu'au Maroc.

## Description
Sa robe est rousse-brune sur le dos et blanche sur le ventre et les pattes. Ses cornes sont en forme de "S".
Elle se nourrit exclusivement d'herbe, d'arbustes et de feuilles d'acacias.

## Physiologie
- Longueur du corps : 130 cm à 180 cm
- Longueur des cornes : 21 à 43 cm, en S
- Hauteur au garrot : 90 cm à 120 cm
- Poids adulte: femelles : 35 à 45 kg/ mâles: 40 à 75 kg
- Vitesse de pointe :
- Caractère : paisible et craintif

## Menaces et conservation
La gazelle de Mhorr est classée en danger critique d'extinction et fait partie d'un programme de reproduction. Les grandes sécheresses, les guerres des hommes et sa chasse intensive ont considérablement diminué ses populations, elle a disparu dans de nombreuses régions.
Les sous-espèces de gazelles damas sont rares en captivité et la gazelle de Mhorr n’échappe pas à la règle, même si elle est actuellement plus courante que les autres avec plus de 200 individus représentés dans les zoos d’Amérique du Nord. On trouve quatre groupes reproducteurs en France pour le moment, situés au Parc animalier d'Auvergne, au Parc zoologique de Montpellier, au Bioparc de Doué-la-Fontaine et au Parc zoologique de Paris; le Safari de Peaugres présente cette gazelle en groupe de mâles célibataires. Au zoo de Doué, un groupe mixte cohabite dans un vaste enclos sableux de 2 hectares agrémenté d'un marais, d'impressionnants rhinocéros noir, ainsi que des oiseaux africains.
Au Maroc, le parc national de Souss-Massa abrite une population en train de s'acclimater pour sa réintroduction dans des parcs nationaux au Sahara.

## Déplacement
Les gazelles de Mhorr se déplacent très gracieusement. Elles s'amusent aussi au "stotting" ou "pronking", qui sont des rebonds, une discipline commune chez toutes les gazelles.

## Galerie

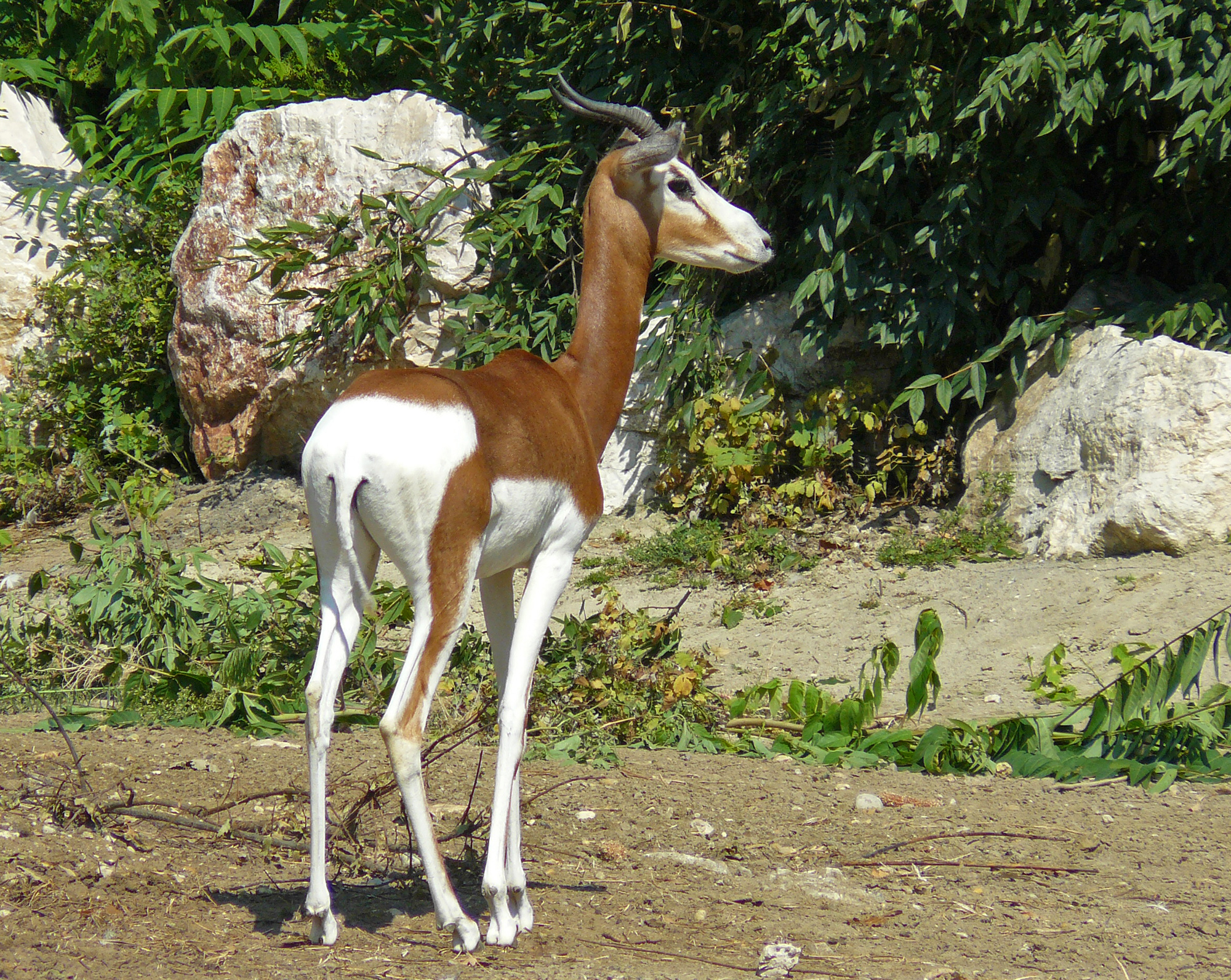
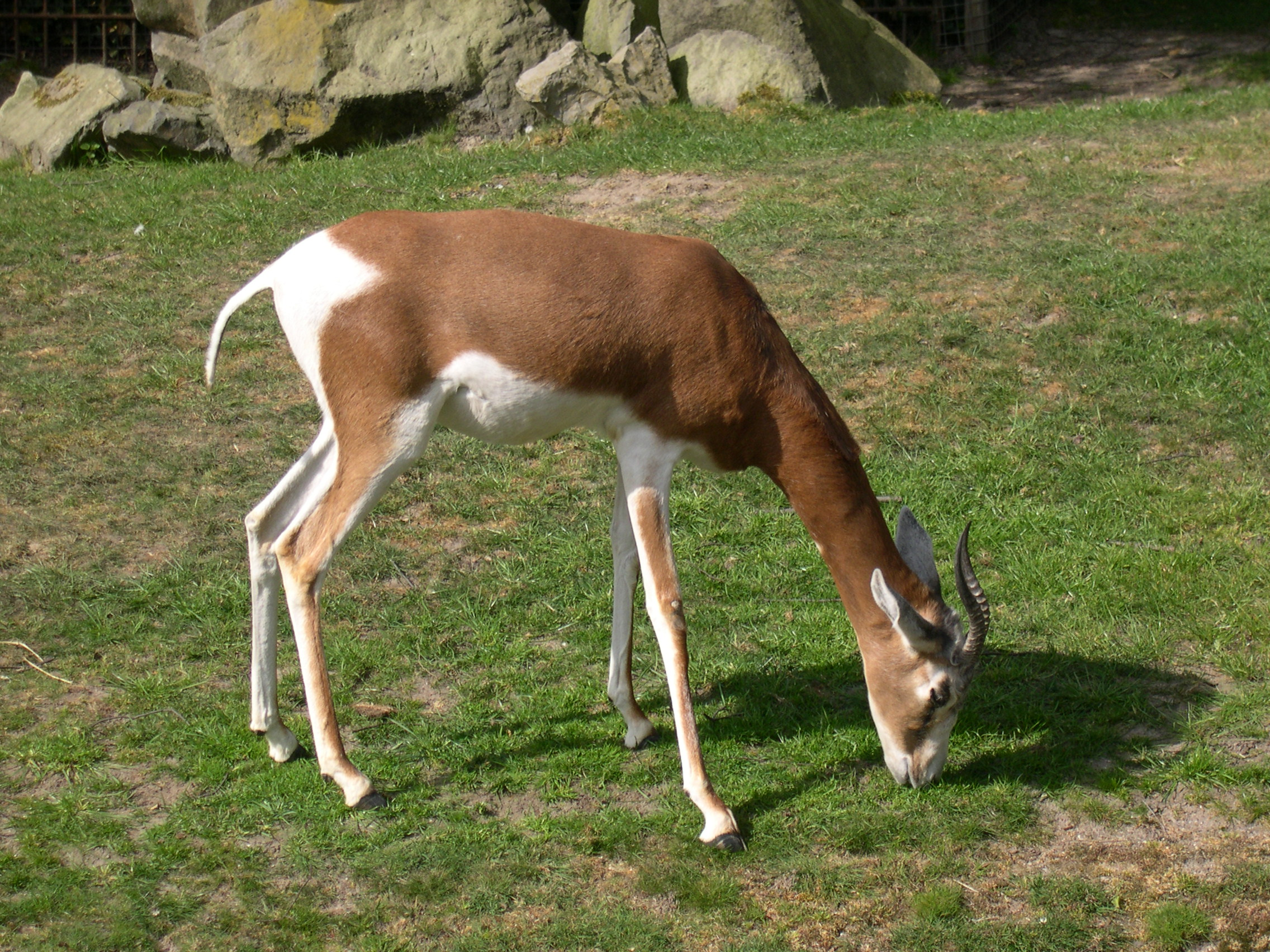
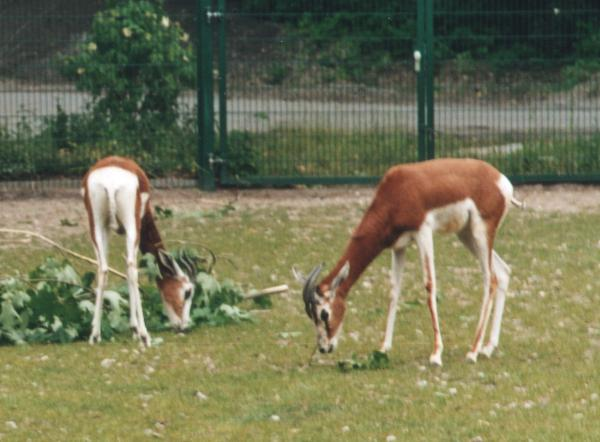
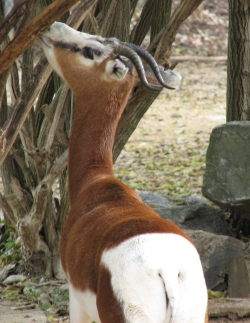
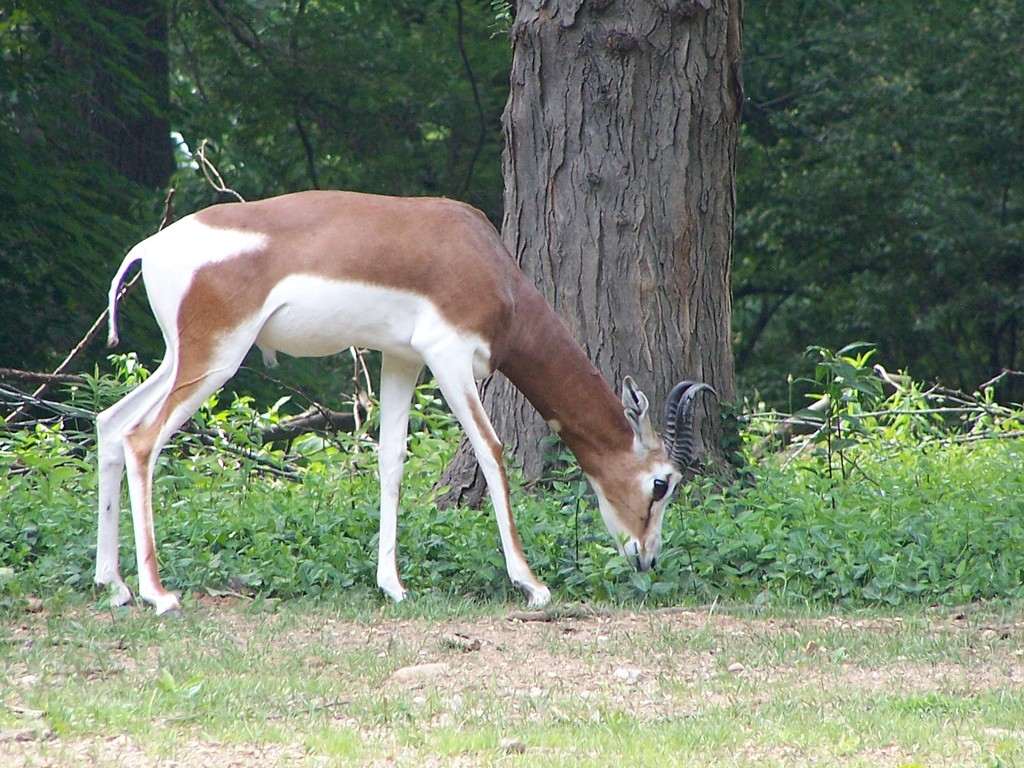
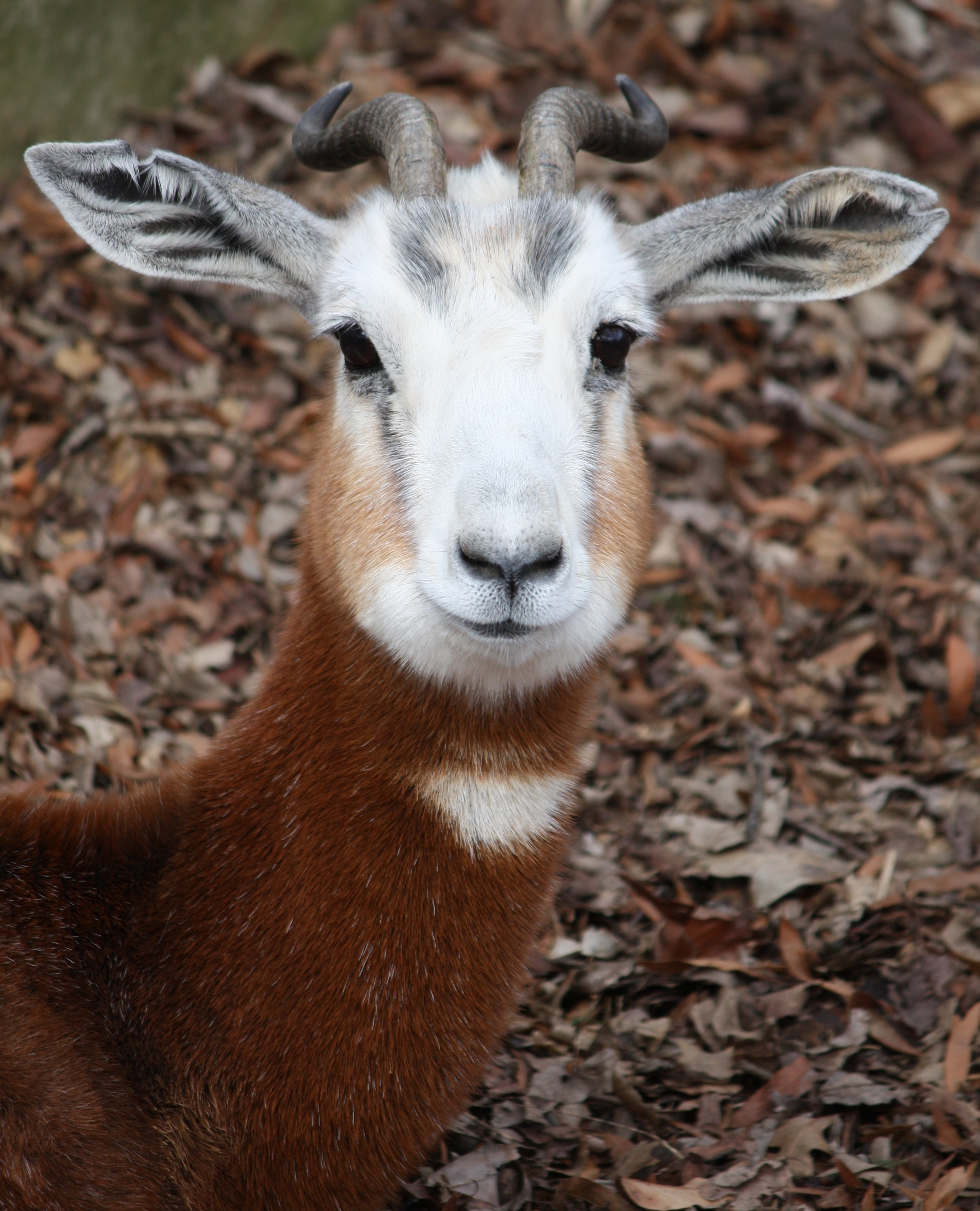
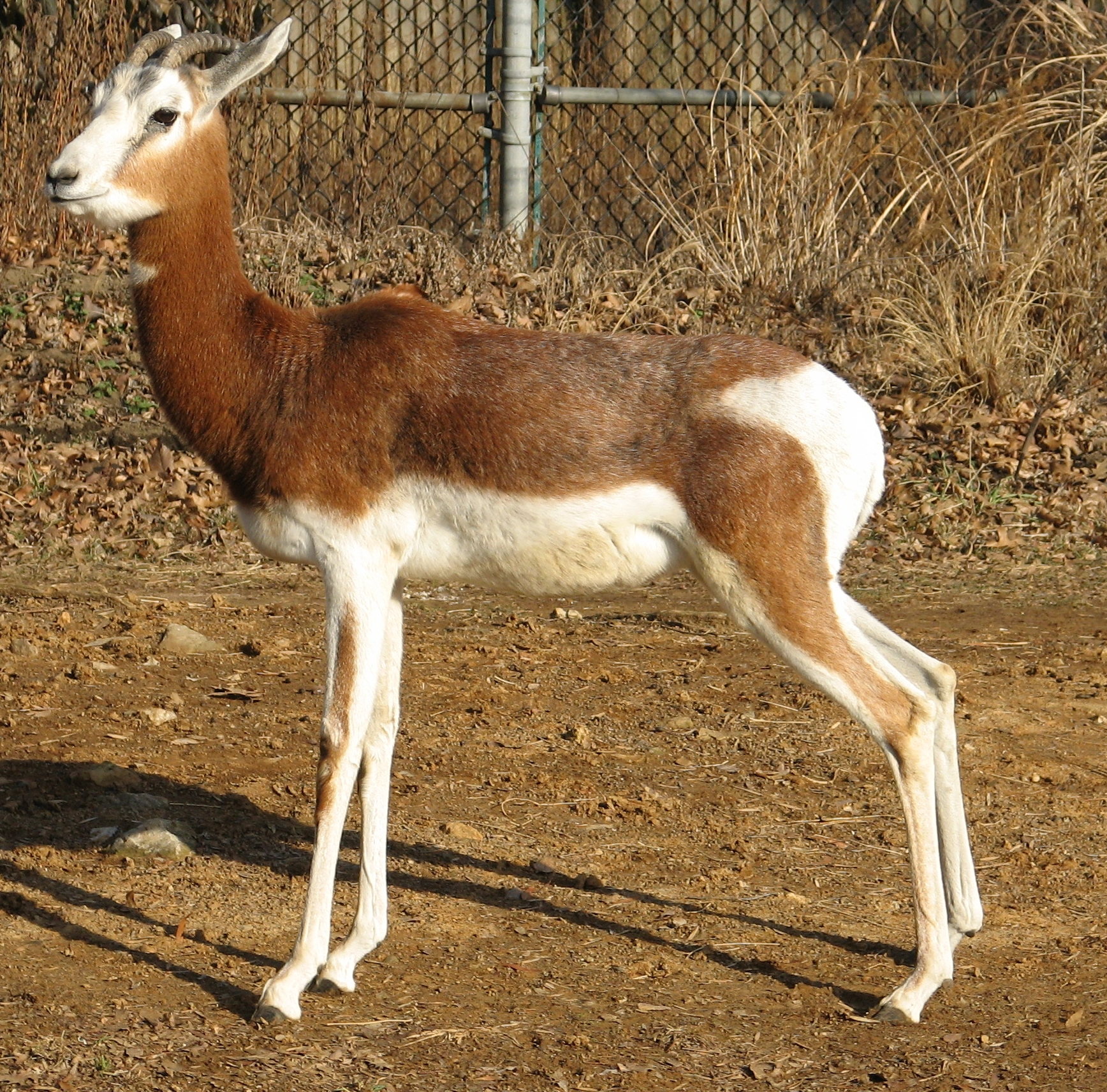